# Sparganothis flavibasana
Sparganothis flavibasana es una especie de polilla del género Sparganothis, categorizada en la tribu Sparganothini, de la subfamilia Tortricinae.
Fue descrita por Fernald en 1882 y publicada en Trans. Am. ent. Soc. 10: 69.

## Distribución
Se distribuye por América del Norte: Estados Unidos, en el estado de Illinois.